# Kneesall
 (janvier 2024).
Kneesall est un village du Nottinghamshire, en Angleterre.